# Walt Disney Animation Studios
Walt Disney Animation Studios  (Анімаційна студія Волта Діснея), зі штаб-квартирою у місті Бербанк, штат Каліфорнія, США; раніше знана як Walt Disney Feature Animation, Walt Disney Productions, Disney Brothers Cartoon Studio — американська студія, що займається створенням як повнометражних, так і короткометражних анімаційних фільмів та телевізійних програм для Walt Disney Company. Заснована 16 жовтня 1923 як підрозділ компанії Disney. Студія випустила 53 повнометражних фільмів, починаючи з Білосніжка і сім гномів 1937, і до останнього фільму Літачки — 2013.
На своєму початку, студія створювалася як анімаційна і називалася Disney Brothers Cartoon Studio. 1929 року вона вливається до виробничого підрозділу компанії Дісней — Walt Disney Productions. У цьому підрозділі зосередилося виробництво короткометражних фільмів компанії аж до 1934 року. Під час корпоративної реструктуризації компанії Walt Disney Company 1986 року, Студія офіційно стала дочірньою компанією під назвою Walt Disney Feature Animation. Свою сьогоднішню назву — Анімаційна студія Волта Діснея, отримує у 2006 році коли компанія Дісней купує анімаційну студію Pixar і об'єднує їх виробничі потужності в одній компанії.
Протягом всього часу свого існуванні, вона здобула славу провідної анімаційної студії не тільки в США, а і в цілому Світі. Саме на ній, було розроблено безліч методів, які стали стандартною практикою у виробництві традиційної анімації. Герої створені на Студії, є одними із найвідоміших у Світі, серед них: Міккі Маус, Дональд Дак, Гуффі, Плуто — які вже навіть переросли саму компанію Дісней.
Наразі, Анімаційною студією Волта Діснея керують засновники Pixar — Едвін Кетмелл та Джон Лассетер. Студія продовжує випускати анімаційні фільми з використанням як традиційної — мальованої анімації, так і комп'ютерної графіки. Цього року, вже був презентований один із фільмів — Літачки, очікується прем'єра нового, оригінальна назва якого: англ. Frozen, у листопаді 2013 року

## Історія

### Початок

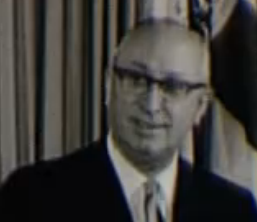
Рой O. Дісней

1923 року, в Лос-Анджелесі, два брати, вихідці із Міссурі, штат Канзас — Волт та Рой Дісней засновують анімаційну студію: англ. Disney Brothers Cartoon Studio. На ній вони запускають у виробництво серію німих короткометражних фільмів Пригоди Аліси (англ. Alice Comedies), у яких поєднували гру дівчинки-актора зі світом створеним анімацією.

Діснеївський Освальд

 Розповсюдженням Пригоди Аліси займалася компанія Маргарет Вінклер (англ. Margaret J. Winkler) — Winkler Pictures. В 1927 року, Winkler Pictures через компанію Universal Pictures почала дистрибуцію нової серії короткометражних фільмів створеного Діснеями: Освальд — щасливий кролик (англ. Oswald the Lucky Rabbit). Студія Дісней розташовувалася на першому поверсі Кінгсвелл-авеню (англ. Kingswell Avenue) у нижньому Лос-Анджелесі, 1926 року переїздить у нове приміщення збудоване для неї — 2719 Гіперіон-авеню (англ. Hyperion Avenue).

Кадр із фільму Пароплав Віллі

Після першого року прокату серії мультфільмів про Освальда, Волт Дісней захотів продовжити свій контракт із Winkler Pictures, проте, вже новий власник компанії Чарльз Мінц (англ. Charles Mintz), пропонує Дісней меншу суму за кожну нову серію, на що не той не погоджується. Оскільки права на кролика належали компанії Universal, а не компанії Дісней, Чарльз Мінц створює власну анімаційну студію для продовження виробництва серії вже без участі Діснея. Більшість персоналу Діснея перейшла до новоствореної студії Мінца, оскільки за контрактом вони були зобов'язані працювати на виробництві короткометражок до середини 1928 року.
Тоді як більшість співробітників компанії були зайняті за контрактом над створенням мультфільмів із Освальдом, невелика група людей студії Діснея в абсолютній таємниці продовжувала роботу. Ця група найвідданіших працівників на чолі із головним аніматором Аб Айверксом (англ. Ub Iwerks), продовжувала роботу над створенням нового персонажа, який отримав ім'я — Міккі Маус. Перші дві короткометражки, головним героєм в яких є Міккі — Божевільний літак (англ. Plane Crazy) та Галоп Гаучо (англ. The Galloping Gaucho), отримали стриману критику під час обмеженого показу влітку 1928 року. Проте, вже третій фільм із Міккі Маусом, Дісней випускає зі звуковою доріжкою. Для цього студія долучила до співпраці над картиною музиканта Карла Стеллінга (англ. Carl Stalling) і бізнесмена Пета Паверса (англ. Pat Powers), який надав Дісней свій не зовсім легальний «Cinephone», для синхронізації звуку у фільмі. Згодом, третій фільм з Міккі — Пароплав Віллі (англ. Steamboat Willie), став першим анімаційним фільмом Діснея з синхронізованим звуком, і мав величезний успіх в день своєї прем'єри, у листопаді 1928 року в Нью-Йорку. Серія звукових анімаційних фільмів із Міккі Маусом, дистрибуцією яких займався Пет Паверс через компанію (Celebrity Productions), дуже швидко набула шаленої популярності у Сполучених Штатах. Іншою діснеївська серія звукова, мала назву Несерйозні симфонії (англ. Silly Symphonies), складалася з анімаційних фільмів які не мали, на відміну від серії із Міккі, постійних героїв, та оповідала різні, не пов'язані один із одним історії. Кожен сюжет Несерйозних симфоній, зосереджувався на музиці, або конкретній темі. Початок цій серії, поклала короткометражка: Танець скелетів (англ. The Skeleton Dance), що побачила світ у 1929 році.

### ВідНесерйозних симфонійдоБілосніжки і семи гномів
1930 року, фінансові суперечки між Дісней та Паверсом, призводять до їх розриву. Так 16 грудня 1929 року, студія Діснея перетворюється на Walt Disney Productions, підписує новий контракт на дистрибуцію із компанією Columbia Pictures. Натомість Паверс, укладає угоду із одним з провідних аніматором Діснея — Абом Айверксоном, той отримує власну анімаційну студію, де починає виробництво власних анімаційних фільмів.
Columbia Pictures була дистриб'ютором короткометражок Дісней протягом двох років, після цього компанія укладає новий контракт із United Artists у 1932 р. Того-ж року, Дісней підписує контракт із компанією Technicolor, за яким студія отримує ексклюзивний дворічний контракт на використання у виробництві їх нової, кольорової плівки. Комбінація передових технологій свого часу, та талановитих людей призводить до створення такого шедевру, як — Дерева та квіти, у серії Несерйозних симфоній (англ. Silly Symphony: Flowers and Trees) — першого кольорового анімаційного фільму. Вони мали шалений успіх, а згодом, і вся «Несерйозна» серія вийшли у техніколор. Наступна кольорова картина яку випустила компанія Дісней, знову-ж таки, у серії Несерйозних симфоній — Троє поросят (англ. Silly Symphony Three Little Pigs) стала лідером прокату 1933 року. Навіть більше, пісня із цього мультфільму: «Хто боїться великого Сірого вовка?» (англ. "Who's Afraid of the Big Bad Wolf"), увійшла до поп-культури і стала популярним хітом.
1934 Волт Дісней збирає на нараду кількох ключових співробітників, та оголошує їм про свій намір: створення першого, повнометражного анімаційного фільму. Попри глузування з боку більшості тогочасної кіноіндустрії, які називали цю ідею: «Дурість Діснея», сам Волт зосередився на виробництві фільму: Білосніжка і сім гномів (англ. "Snow White and the Seven Dwarfs), що став першим звуковим повнометражним анімаційним фільмом у кольорі. Великий обсяг робіт у виготовленні та знімання матеріалу для майбутнього фільму, потребувало значного розширення штату студії. Так на роботу над фільмом було найнято велику кількість художників, аніматорів, акторів — вони отримали роботу на студії, саме в процесі створення Білосніжки і семи гномів. Для нових співробітників компанії були організовані навчальні класи з анімації. В них, викладали провідні спеціалісти Студії Діснея такі як: Лес Кларк (англ. Les Clark), Норм Фергюсон (англ. Norm Ferguson), Беббітт Арт (англ. Babbitt Art), лекції читав викладач інституту мистецтв Дональд Грехем (англ. Donald W. Graham). Хоча, започатковані курси анімації існували ще 1932 року, проте вони значно розширилися. 

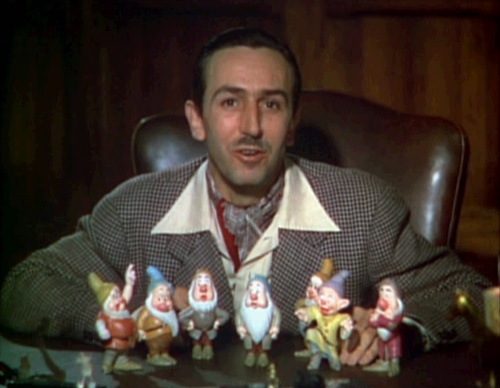
Волт Дісней та сім гномів

Грехем та інші аніматори студії, в процесі викладання — створили та формалізували багато методів і процесів, які стали визначальними принципами для традиційної, анімації. Так картини із серії Несерйозних історій — 1934 року — Богиня весни (англ. Goddess of Spring) та 1937 — Старий млин (англ. The Old Mill), є чудовим прикладом розвитку нових методів анімації протягом цього часу: реалістичності руху людей, використання багатопланових камер; винаходи, на кшталт спліт-анімації — розділені шарами малюнки, що знаходяться в кількох площинах і дозволяють камері пересуватися в просторі анімованої сцени крізь неї.
Кошторис фільму Білосніжка і сім гномів, сягнув понад 1,4 млн доларів США. Прем'єра відбулася у лютому 1938 року, і на неї чекав шалений успіх. На цілих два роки, перший повнометражний анімаційний фільм вироблений Студією Волта Діснея, став найкасовішим фільмом всіх часів.
Під час виробництва Білосніжки і семи гномів, тривала робота над короткометражками про Міккі Мауса, який, з 1935 року став кольоровим. Так в компанію, до Міккі долучилися такі культові персонажі як — пес Плуто, каченя Дональд і Гуфі. Всі ці герої Дісней, з'являються в короткометражках протягом 30-х, при чому, популярність Дональда — що перевершила славу самого Міккі Мауса. Серія мультфільмів Несерйозні історії, отримала сім нагород Американської Кіноакадемії, була замінена компанією в 1939 році на нову серію: Спеціальна серія короткометражок Волта Діснея (англ. Walt Disney Specials shorts).

### Крізь страйк і до Перемоги

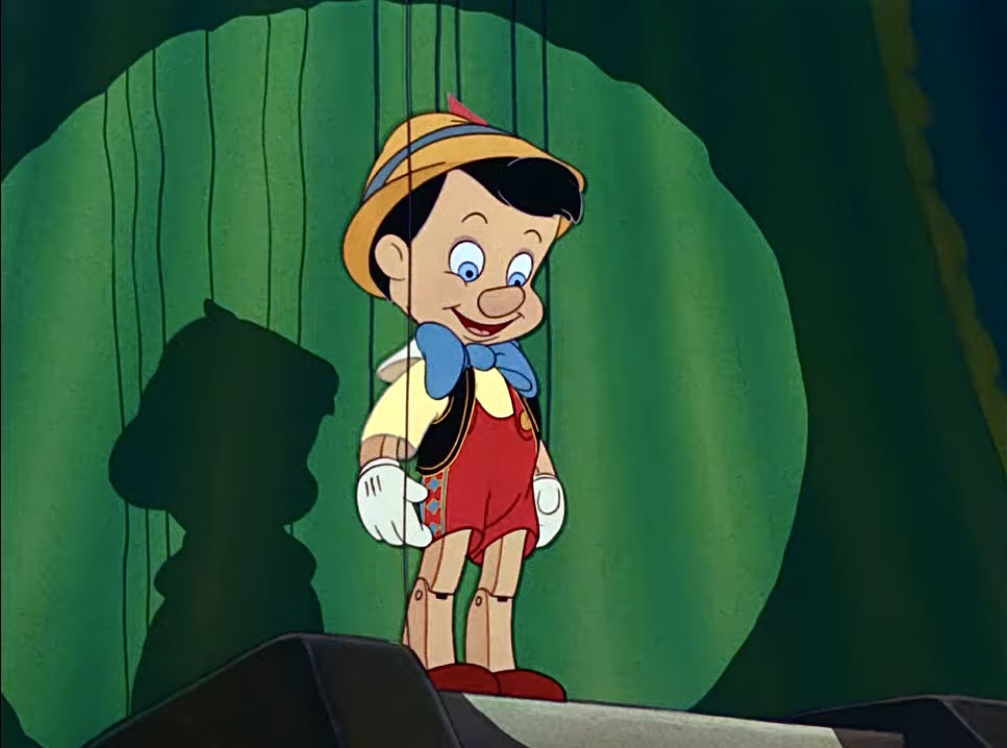
Кадр із фільму Піноккіо 1940 року

Успіх картини Білосніжка і сім гномів, дозволив компанії Волт Дісней (англ. The Walt Disney Company) побудувати нові, просторі студії у місті Барбанк, на вулиці Буена Віста, де штаб-квартира компанії знаходиться і до-сьогодні. Компанія 1940 року стає публічною, розміщує свої акції на біржі. Президентом і головою компанії при розміщенні акцій виступив Волт Дісней, як голова правління (CEO) — Рой Дісней.
Студія почала виробництво кількох нових, повнометражних анімаційних фільмів. Першим — стає Піноккіо (англ. Pinocchio), прем'єра якого відбулася в лютому 1940 року, на самому початку ця стрічка не мала такого касового успіху як Білосніжка. Надходження від прокату були нижчими за очікувані. Вартість картини сягнула 2,289 млн доларів, що була майже вдвічі вищою за вартість Білосніжки і семи гномів, зрештою касові збори картини зупинилися між 1,4—1,9 млн доларах. Зрештою, Піноккіо, отримав визнання Кіноакадемії, цей фільм отримав два Оскари — за найкращу пісню, за найкращий музичний супровід і став першим фільмом Студії, який отримав дві відзнаки одночасно.
Інший фільм — Фантазія (англ. Fantasia), експериментальна картина, створена в співпраці з оркестром на чолі із Леопольдом Стоковським (англ. Leopold Stokowski). Прем'єра відбулися у листопаді 1940 року з серії обмежених показів. Вартість картини склала 2 млн доларів, у той час, як сукупне надходження від кожного показу складали близько 325 тис. доларів. Фантазія, у касовому плані, стала ще менш прибутковою аніж Піноккіо. Картина, наступного 1941 року, хоча й дещо відредагованому стані, виходить на широкий екран і вона мала популярність протягом багатьох років. Попри свої фінансові невдачі, Фантазія отримала дві почесні нагороди кіноакадемії — за розвиток інноваційної системи (англ. Fantasound), яка використовувалася у фільмі для створення стереофонічного звуку, інша — Стоковському за його оркестровий супровід до картини.
Більшість характерів та персонажів при виробництві анімаційних стрічок, аж до кінця 70-х, були створені невеликою групою аніматорів, яких називали «Дев'ять старійшин» (англ. Nine Old Men). Вони були режисерами та продюсерами фільмів Дісней, серед них: Франк Томас (англ. Frank Thomas), Оллі Джонсон (англ. Ollie Johnston), Вуллі Райтерман (англ. Woolie Reitherman), Лес Кларк (англ. Les Clark), Вард Кімболл (англ. Ward Kimball), Ерік Ларсон (англ. Eric Larson), Джон Лонсбері (англ. John Lounsbery), Мілт Каль (англ. Milt Kahl), Марк Девіс (англ. Marc Davis). Іншими старшими аніматорами цього періоду були: Норм Фергюсон (англ. Norm Ferguson), Біл Тітла (англ. Bill Tytla) та Фред Мур (англ. Fred Moore). Постійне виробництво повнометражних анімаційних фільмів на студії, та привілейоване становище окремих художників ставало запорукою розшарування персоналу студії. Молодші аніматори, а також персонал який був задіяний переважно у пост-виробництві, художники найняті на короткий час — працювали, переважно, над короткометражними стрічками. Тоді як «Дев'ять старійшин» суто над виробництвом повнометражних фільмів. Проблеми із касовими зборами останніх фільмів, та виплати за кредитними зобов'язаннями Студії, призводять до врізання заробітної плати молодших художників та персоналу і їх часткового звільнення. Цей процес компанія називала «коригування заробітної плати» і він призвів до ще більшої розриву у оплаті аніматорів. Багато з працівників студії створюють профспілку, до якої вступає і Арт Беббіт та стає одним із її лідерів. За словами Волта Діснея, саме Беббіт ставив під сумнів авторитет самого Волта перед колективом студії. Профспілка почала вимагати від Діснея підписати угоду стосовно зарплат, у протилежному випадку, погрожували страйком на Студії. Проте Дісней сказав, що цю угоду мусить затвердити Національна Рада з трудових відносин США, на що сама профспілка не погоджувалася.
Великий профспілковий страйк вибухнув у травні 1941 року. 28 травня звільняють зі студії Арта Беббітана з формулюванням: «порушника трудової дисципліни» та «більшовика» (читай — комуніст). Наступного, 29 травня, на студії вибухає страйк. Він починається саме в час, коли на студії тривала робота над новим фільмом Дамбо (англ. Dumbo), ці події навіть, були представлені в карикатурному стилі у самому фільмі. В сцені, коли клоуни йдуть до великого боса за підвищенням. Страйк тривав цілих п'ять тижнів і був вирішений за допомогою посередника — Нельсона Рокфеллера та Національної Ради з трудових відносин США. Були задоволені всі вимоги профспілки: Студія Дісней підписує контракт із профспілкою, який триває досьогодні.
Наслідком страйку стає звільнення зі Студії кількох провідних аніматорів, серед яких були — Арт Беббіт, Білл Тітла, та художників, що стали відомими вже за межами Дісней — Френк Ташлін (англ. Frank Tashlin), Моріс Нобл (англ. Maurice Noble), Волт Келлі (англ. Walt Kelly), Білл Мелендез (англ. Bill Meléndez), та Джон Хаблей (англ. John Hubley). Так, останній з цього списку — Хаблей, та кілька його соратників зі студії перейшли до щойно створеної (англ. United Productions of America) студії, яка стане в 50-х роках, головним конкурентом Діснея.
Попри довготривалий страйк, на Студії тривала робота над новим фільмом Дамбо, прем'єра якого відбулася у жовтні 1941 року. Цього разу, фільм мав фінансовий успіх, касові збори сягнули 1,6 млн доларів, тоді як на створення мультфільму було витрачено 950 тис. дол. — половина від вартості Білосніжки, менше третини від Піноккіо, та Фантазії. У серпні 1942 року, Волт Дісней презентує Бембі, проте, знову касові збори ледь не дотягують до коштів витрачених на виробництво: ціна фільму 1,7 млн, проти 1,64 млн дол. в прокаті.
Після Бембі, виробництво повнометражних стрічок на Студії тимчасово зупинилося. Причиною була Друга Світова війна, через яку прокат стрічок в Європі став неможливим, крім того, виробничі потужності Студії були задіяні у виробництві товарів для армії: пропагандистських фільмів, та стрічок про цивільну оборону. Так 1942—1943 роках, 95 % анімації студії була військовою. Студія створює серію низькобюджетних «пакетних» фільмів, які не входять до серій. Серед них: Привіт, друзі! (англ. Saludos Amigos) (1942), Три кабальєро (англ. The Three Caballeros) (1944), Зіграй власну музику (англ. Make Mine Music) (1946), Веселі фантазії (англ. Fun and Fancy Free) (1947), Час мелодій (англ. Melody Time) (1948), Пригоди Іскабода та містера Тоада (англ. The Adventures of Ichabod and Mr. Toad) (1949). Дісней, також випускає дві повнометражні картини: Пісня Півдня (англ. Song of the South) (1946) та Те, що дороге моєму серцю (англ. So Dear to My Heart) (1948) — картини які поєднували гру акторів із анімацією. Протягом цього часу, тривала робота над короткометражками за участю відомих диснеївських героїв — Дональда, Гуфі, Плуто, також, до компанії Міккі долучилися: кіт Фігаро (англ. Figaro), а в середині 50-х — Чіп і Дейл (англ. Chip n' Dale) та ведмідь Хамфрі (англ. Humphrey the Bear).
На додаток до цього, Дісней перевидав своїх попередні фільмі: Білосніжка і сім гномів — 1944; Піноккіо — 1945; Фантазія — 1946. Це, започаткувала традицію — перевидання фільмів Дісней кожні сім років; вона тривала до середини 90-х, коли компанія трансформувала її до створення ексклюзивних видань власних фільмів для домашнього відео.

### Кінець епохи короткометражних мультфільмів
1948 року, Студія Дісней починає виробництво нової повнометражної анімаційної стрічки Попелюшка (англ. Cinderella), по мотивам творів відомого письменника Шарля Перо. За вартістю, стрічка перевершила всі попередні фільмі Студії і коштувала бл. 3 млн доларів, все майбутнє Дісней залежало від успіху цієї картини.
Прем'єра Попелюшки відбулася 1950 року, мала великий успіх у глядача та хороші касові збори. Саме завдяки ним, Студія Дісней змогла творити анімацію протягом 50-х років XX століття. Після успіху Попелюшки, Волт Дісней повертається до трьох своїх попередніх проєктів, які були перервані Другою Світовою — Аліса в Країні Чудес (англ. Alice in Wonderland) (1951); Пітер Пен (англ. Peter Pan) (1953) і Леді та Волоцюга (англ. Lady and the Tramp) (1955). Крім того, починається робота над новим грандіозним проєктом: екранізації казки Спляча красуня (англ. Sleeping Beauty) (1959) у супроводі класичної музики Петра Ілліча Чайковського.
Початок прокату Пригод Аліси 1951 року, був оптимістичним, проте став фінансовим розчаруванням для Студії. Тоді як — Пітер Пен, прем'єра якого відбулася 1953 — мав фінансовий успіх. А вже — Леді та Волоцюга, 1955 року, став справжнім хітом і дав компанії значний прибуток, якого вона не мала від прем'єри Білосніжки та семи гномів. Дісней отримав від прокату, тільки в Північній Америці бл. 7,5 млн доларів. Фільм Леді та Волоцюга мав не тільки фінансовий успіх, він став першою широкоекранною картиною Студії виробленої за допомогою системи (англ. CinemaScope). Вперше, його розповсюдженням займався власний відділ дистрибуції компанії Дісней — Buena Vista Distribution.
В середині 50-х, всю свою активність Волт Дісней спрямовує на створення Діснейленда, знімання ігрових фільмів і телевізійних програм. Тоді, яка робота над повнометражними анімаційними фільмами зосереджується переважно в руках «Дев'яти старійшин» — ради головних аніматорів та режисерів Студії. Це, приводить до затримок в узгодженні сцен для Сплячої красуні, прем'єра якої відбувається 1959 року. Кошторис картини сягнув 6 млн доларів і став найдорожчою картиною Студії аж до-сьогодні. Анімація картини створена в достатньо стилізованому художньому зображенні, розробником якого був Ейвінд Ерл (англ. Eyvind Earle). Картина була знята у широкоформатному Super Technirama 70 — форматі, з шістьма доріжками стерео звуку. Проте, завеликий кошторис картини і не достатній успіх її в прокаті — стає фінансовим провалам для Волт Дісней на самому початку 1960 року, та призводить то масових звільнень.
Студія Дісней припиняє створення короткометражних анімаційних фільмів на постійній основі. Аніматори, які раніше були зайняті на виробництві короткометражок — почали залишати студію, або переходити до телевізійного відділу компанії — Клуб Міккі Мауса, чи до Діснейленду. Абсолютне домінування діснеївської анімації короткого формату в 30-х роках, яка отримувала постійні нагороди кіноакадемії — закінчується у 50-х, з появою мультфільмів про Тома і Джері (англ. Tom and Jerry) компанії MGM, Луні Тюнз (англ. Looney Tunes) — Ворнер Бразерс та Веселі Мелодії (англ. Merrie Melodies) United Productions (UPA). Їх стиль, та методи у створенні анімації стали майстрімом і почали здобувати славу як сучаснішої то того яким користувалася компанія Волта Діснея, лише один короткометражний фільм Студії Дісней отримує нагороду Оскар.
До 1953 року, короткометражні фільми за участю Міккі Мауса, Плуто і Гуфі були зняті із виробництва. Мультфільми про Дональда та ведмедя Хамфрі почали переводити у широкоформатний стандарт CinemaScope, проте 1956 і вони були припинені. Короткометражки Дісней створюються час від часу, на не постійній основі, є серед них достатньо відомі, такі як: Голіаф II (англ. Goliath II) 1960 р.; Важко бути птахом (англ. It's Tough to Be a Bird) 1969 р.; Він ще маленький (англ. The Small One) 1978 р.; Проблеми мозку (англ. Runaway Brain) 1995 р., у якому знялися Міккі і Міні Мауси, та картина Паперовий роман (англ. Paperman) 2012 р.

### Волт Дісней— останні роки
1961 року Студія Діснея презентує стрічку: Сто і один далматин (англ. One Hundred And One Dalmatians). У процесі створення кольорового анімаційного зображення, для картини був використаний метод ксерографії. Стало можливо використовувати ксерографією для переносу ескізу малюнка з паперу на прозору целулоїдну плівку. Великої точності додавало створення «рамки» малюнка, який вже на плівці заливався фарбами. Оскільки кожен кадр можна було змінювати ксерографічно, то це, зрештою, спростило роботу аніматорам. Цей спосіб виготовлення анімації, став основним для її створення, аж до появи 1990 року Комп'ютерної Анімаційної Виробничої Системи англ. Computer Animation Production System (CAPS), що замінила плівки у виробництві фільмів. Отриманий при використанні ксерографії стиль, назвали метод грубих ліній англ. scratchier line, він став характерним для всіх фільмів студії аж до 80-х років. Стрічка отримала визнання у глядачів та дозволила Студії отримати прибуток 6,4 млн дол.
Навчальні курси анімації, які були започатковані на Студії Дісней, ще для створення Білосніжки і семи гномів — 1932 року, увійшли до програми щойно заснованого Каліфорнійського Інституту Мистецтв англ. California Institute of the Arts (CalArts). Навчальний заклад утворюється на основі злиття: професійної художньої школи Шуінар англ. The Chouinard Art Institute, Консерваторії Лос-Анджелеса англ. Los Angeles Conservatory та курсів з підготовки аніматорів Студії Дісней. CalArts — стає Alma Mater великої кількості аніматорів, які працюють як на Дісней, так і в інших анімаційних студіях, від початку 70-х років аж до-сьогодні.
Анімаційний фільм Дісней 1963 року — Меч у камені (англ. The Sword in the Stone) — став шостим найкасовішим фільмом Студії. Так, у Північній Америці фільм отримав близько 4,75 млн дол. прибутку. Короткометражний фільм, за творами Алана Мілна про Пригоди Вінні Пуха — Вінні Пух та Медове дерево, прем'єра якого відбувається 1966 року, започатковує цілу серію анімаційних фільмів із героями Мілна. Врешті, всі ці пригоди були об'єднані 1977 року в один великий анімаційний фільм, до якого входило три короткометражки: Вінні Пух та Медове дерево (англ. Winnie the Pooh and the Honey Tree 1966; Вінні Пух та День турбот (англ. Winnie the Pooh and the Blustery Day) 1968 та Вінні Пух та Тигра з ним! (англ. Winnie the Pooh and Tigger Too!) 1974.
Проте, в рік коли до героїв Студії долучився Вінні Пух — Волт Дісней помирає, у грудні 1966. Він не дочекався десяти місяців до наступного фільму — Книга Джунглів (англ. The Jungle Book), який став четвертим, найбільш касовим фільмом 1967 року.

### Зменшення популярності
У грудні, 1970 року відбувається прем'єра нового фільму Студії: Коти — аристократи (англ. The AristoCats), він стає ніби підсумком всієї епохи Великого Волта Діснея. Саме ця картина була останньою, схваленою особисто Діснеєм. Наступного, 1971 року, помирає інший співзасновник Студії та керівник Волт Дісней Продакшен — Рой О. Дісней. Керівництво як Студією так і компанією Дісней зосереджується в руках Донна Татума (англ. Donn Tatum), та Кард Волкера (англ. Card Walker), які поперемінно займають посади керівника, та ради директорів (СЕО) протягом всього десятиліття. Наступною повнометражною картиною Студії стає Робін Гуд (англ. Robin Hood) 1973, на виробництво якого було витрачено менше коштів ніж на попередні, що зрештою, відобразилося на якості анімації. Жоден із фільмів, ні Коти — аристократи, ані Робін Гуд не мав великих касових зборів, та не був відзначений критиками.
Анімаційний фільм Рятівники (англ. The Rescuers), прем'єра якого відбулася 1977 року, мав успіх, що перевершив невдачі попередніх двох фільмів Дісней. Схвальні критичні відгуки у поєднані із комерційним успіхом картини в прокаті, дозволили номінувати цю стрічку на нагороду Оскар. Врешті-решт, картина Рятівники, стала третьою найкасовішою картиною прокату цього року, та найуспішнішою картиною Волт Дісней із 1967 року від прем'єри стрічки Книга Джунглів. Фільм був перевиданий компанією 1983 року, та вийшов разом із новим фільмом Студії Різдвяна колядка Міккі (англ. Mickey's Christmas Carol).
Виробництво стрічки Рятівники, стало початком зміни поколінь як серед художників, так і в процесі виробництва анімації на Студії: такі ветерани як Мілт Каль та Лес Кларк пішли на пенсію, проте з'являються нові аніматори — Дон Блат (англ. Don Bluth), Рон Клементс (англ. Ron Clements), Джон Маскер (англ. John Musker) та Глен Кін (англ. Glen Keane). Нове покоління художників, були випускниками анімаційної програми CalArts i формували своє бачення анімації за допомогою вчителів таких як Ерік Ларсон, Франк Томас та Оллі Джонсон. Ця плеяда нових аніматорів, відчувала застій у розвитку анімації на Студії. 1979 року, Блат та кілька інших аніматорів звільняються з Дісней, та засновують власну студію Дон Блат Продакшен (англ. Don Bluth Productions), яка стає головним конкурентом Волт Дісней у 80-х роках.

### До низу— і на гору
Через кризу в середині анімаційної групи, пов'язану із звільненням групи аніматорів, яких очолював Блат; наступний фільм Студії Волт Дісней — Лис і мисливський пес (англ. The Fox and the Hound) глядач побачив аж 1981 року, після чотирьох років виробництва. Зрештою, він мав фінансовий успіх.
Зять Волта Діснея — Рон Міллер став президентом Walt Disney Productions 1980, та 1983 року — головним виконавчим директором (СЕО) компанії. Після кількох спроб корпоративного перевороту, Рой Е Дісней (англ. Roy E. Disney) — син Роя О., та племінник Волта, зміщує з посади Міллера у 1984 році. На посаду, генерального директора Рой, приводить Майкла Ейзнера (англ. Michael Eisner), а на посаду президента — Френка Уеллса (англ. Frank Wells). Ейзнер, у свою чергу, призначає Джеффрі Кетценберга (англ. Jeffrey Katzenberg) головою над виробництвом фільмів, практично вся влада у Волт Дісней перейшла до Ейзнера та сформованої ним команди. 1985 року, відбувається прем'єра нового анімаційного фільму Студії — Чорний казан (англ. The Black Cauldron). Показ цієї картини стає однією із визначальних подій для компанії, як її згодом назвуть — «нижня межа» анімації Дісней. За вкладеними в неї, рекордними для Студії коштами — 25 млн доларів, картина Чорний казан стала найдорожчою за всю історію Дісней. Стрічка створювалася новою командою аніматорів, стилістика фільму випадала із усього, що робилося на Студії до того. Новий анімаційний фільм був провальним, як із комерційної точки зору, так само, він не вразив і критиків. Втрати Студії сягнули 21 млн доларів, та поставили майбутнє всієї диснеївської анімації під велике питання.
Між п'ятдесятими та вісімдесятими роками, значення анімаційної підрозділу Дісней увесь час зменшувалося. Компанія розширювала виробництво ігрових фільмів, телевізійних програм та вкладала значні кошти у розвиток тематичних парків. Новий голова Майкл Ейснер, вважав, що для компанії не потрібний окремий підрозділ анімації — її майбутнє він бачив у аутсорсингу. Натомість, Рой Дісней, категорично не погодився з цим, наголосивши, що Студія Дісней має бути лідером анімації, та докладати всі зусилля для повернення собі цього статусу. Він пропонує створити два підрозділи анімації, перший — займається виробництвом повнометражних анімаційних картин; другий — анімацією не пов'язану із великим екраном: телевізійну, рекламну, тощо. Проте, Ейзнер, змінює тридцятилітню практику компанії по виробництву та створює окремий підрозділ телевізійної анімації (англ. Walt Disney Television Animation).
1985року, підрозділ ігрових фільмів відокремлюється від анімаційного, що знаходився у місті Бербанк, та переїздить у Гліндейл, який розташований поруч. Наступним повнометражним анімаційним фільмом Студії стає — Великий мишачий детектив (англ. he Great Mouse Detective), якій починають знімати Джон Маскер (англ. John Musker) та Рон Клементс (англ. Ron Clements) під назвою (англ. Basil of Baker Street). Прем'єра цього фільму відбувається 1986 року, він отримує схвальні критичні відгуки, та мав певний комерційний успіх. Завдяки йому, аніматори отримали впевненість у своїх силах після провалу Чорного казана. Проте, того року, Universal Pictures та студія Стівена Спілберга Amblin Entertainment представила публіці картину Дона Блата: Американський хвіст (англ. An American Tail), який перевершив творіння Дісней, та став найкасовішим анімаційним фільмом свого часу.
Анімаційний підрозділ, отримав новий офіційний статус та назву: Walt Disney Feature, та став дочірнім підприємством The Walt Disney Company. Катценберг, Рой Дісней та Шнейдер почали змінювати культуру виробництва анімації. Так відбувалося значне розширення персоналу Студії для задоволення нового амбіційного плану — щорічного випуску повнометражного анімаційного фільму, тоді як до цього, на випуск повнометражного фільму йшло від двох, до чотирьох років. Першою прем'єрою Студії, після зміни у графіку виробництва стає стрічка: Олівер і компанія (англ. Oliver & Company) 1988 року. У записі звуку для нього, брали участь такі автори як Біллі Джоел та Бетт Мідлер, а головна увага була зосереджена на сучасному поп-звучанні. Презентація фільму відбулася в один день із стрічкою Universal Pictures та Блата — Земля до початку часів (англ. The Land Before Time), проте Олівер мав більший успіх, та став найуспішнішим анімаційним фільмом року.
У той час, як Олівер і компанія, а також нова картина — Русалонька (англ. The Little Mermaid), були у виробництві, Дісней у співпраці із студією Стівена Спілберга Amblin Entertainment, та Річардом Вільямсом (англ. Richard Williams), працюють над спільним проєктом — стрічкою: Хто підставив кролика Роджера (англ. Who Framed Roger Rabbit). Цей фільм стає новаторським, у ньому поєднували гру живих акторів із світом створеним анімацією, при цьому, світи ніби перепліталися один із одним: анімаційні персонажі були у живому світі, так само як і актори в анімаційному. Режисером цього фільму виступив Роберт Земекіс, який поєднав у одному фільмі персонажів різних студій. Для співпраці на кроликом Роджером, Дісней створює спільну анімаційну студію з аніматором Річардом Вільямсом у Лондоні. Значна кількість аніматорів Студії, вирушила у подорож то Туманного Альбіону для роботи над фільмом. Успіх якого, перевершив усі сподівання: позитивні критичні відгуки на картину, комерційний успіх, а також три нагороди Академії спонукали до відродження інтересу до всієї американської анімації в цілому.
Ще однією «виїзною» анімаційною студією Діснея, стає: Walt Disney Feature Animation Florida, що відкрилася 1989 року у Флориді, мала в своєму штаті 40 співробітників. Офіси цієї студії були розташовані в Діснейленді, відвідувачі парку, могли бачити аніматорів безпосередньо за роботою. Цього-ж року, Студія презентую Русалоньку, яка стає найбільшим успіхом за останні десятиліття. Режисером картини були Джон Маскет та Рон Клементс — автори Великого мишачого детектива. Сюжет Русалоньки був побудований на бродвейській виставі авторів Алана Менкена (англ. Alan Menken) та Говарда Ашмена (англ. Howard Ashman), що виступили спів-продюсерами та консультантами фільму. Фільм отримав 84 млн доларів прибутку тільки в Північній Америці, а також дві нагороди Академії: за найкращу пісню та за найкращий звук.
Фільм Русалонька, також став першим у якому було використано — комп'ютерну анімаційну виробничу система (CAPS), розробником якої була Піксар — у той час, невеличка компанія програмного забезпечення. CAPS стає ключовою системою для усіх майбутніх повнометражних фільмів Діснея, яка дозволила плавно інтегрувати комп'ютерне зображення у виробництво анімації, та досягти нових горизонтів у реалізації мальованого зображення на екрані. Русалонька, є першою із серії блокбастерів, які Disney Feature Animation презентує протягом наступного десятиліття. Цей період історії компанії отримав назву Діснеївський Ренесанс.

### Діснеївський Ренесанс

Walt Disney Feature Animation — логотип Студії з 1997 по 2006 рр.

Наступним анімаційним фільмом студії стала короткометражка, Принц та жебрак (англ. The Prince and the Pauper), головну роль в якій зіграв Міккі Маус та інші класичні диснеївські герої. Картина була знята за мотивами твору Марка Твена, прем'єра відбулася разом із новою повнометражною картиною Студії — Рятівники у Австралії (англ. The Rescuers Down Under). Він став першим фільмом-сіквелом (продовженням) картини Волт Дісней 1977 року: Рятівники, крім того — першою анімаційною стрічкою, в якій вся кольорова схема створювалась за допомогою комп'ютерної системи CAPS. Проте, фільм не став таким успішним як Русалонька.
Наступний повнометражний анімаційний фільмом — Красуня і чудовисько (англ. Beauty and the Beas), починають створювати у лондонському філіалі Студії. Згодом, виробництво фільму переносять до головної студії у місті Бербанк, після того як філіал у Лондоні був зачинений. До того-ж, жанр майбутньої картини вирішено було змінити: від комедії-мюзиклу, яку планували знімати на самому початку — до формату, аналогічному до фільму Русалонька.
До-прем'єрний показ стрічки Красуня і чудовисько 1991 року на Нью-Йоркському кінофестивалі (до того як картина вийшла на широкий загал у листопаді того-ж року), отримав схвальні відгуки критиків, та мав комерційний успіх. Пізніше, цей фільм режисерів Кірка Вайса (англ. Kirk Wise) та Гері Саусдейла (англ. Gary Trousdale) став у категорію — найуспішніших творінь Волт Дісней. Стрічка отримала п'ять номінацій на Оскар, серед них — Найкращий фільм року (і стала першою анімаційною стрічкою в історії, яка була номінованою на це звання); здобула нагороди Академії: Найкраща пісня, Найкращий звук. Рекордні прибутки Дісней — 150 млн доларів, які принесла студії Красуня, стали можливі не лише прокату її в кінотеатрах, але й з продажу іграшок, супутніх товарів, та саундтреків.
Успіх картин: Русалонька та Красуня і чудовисько — створюють шаблон для наступних картин Діснея 90-х років: музична-комедія у стилі бродвейських вистав, та величні задні плани. Для організації прем'єри нових картин — об'єднуються можливості компанії: марчендайзингу, маркетингу тощо, для створення шоу та залучення якомога ширшої аудиторії глядачів різного віку, поглядів та переконань. З'являється нова плеяда аніматорів, режисерів Студії, які творять новий Світ Дісней — Роджер Аллерс (англ. Roger Allers), Роб Мінкофф (англ. Rob Minkoff), Кріс Сандерс (англ. Chris Sanders), Бренда Чепмен (англ. Brenda Chapman), та багато інших.
Наступним фільмом Студії, прем'єра якого відбулася у листопаді 1992 року стає — Аладдін. Він продовжує традицію останніх успішних картин Дісней, та приносить 500 млн доларів прибутку по всьому Світу в прокаті, та два Оскари. Авторами пісень в картині були: Менкен, Ашман та Тім Райс; а пісня, яка отримала Оскара виконав Робін Вільямс. Саме з Аладдіну, формується нова традиція — запрошення відомих акторів та актрис для створення голосів анімаційних персонажів. Хоча ця практика була започаткована ще в картинах: Книга Джунглів, та Коти аристократи, проте саме із Аладдіну, це стало постійною практикою.
1994 року, Дісней випускає стрічку Король Лев (англ. The Lion King). У цій картині, поєднувалися голоси відомих акторів що були запрошенні для озвучення характерів тварин; пісні — написані відомими композиторами, серед яких був і Елтон Джон — створювали неперевершену атмосферу, яка стала фірмовою ознакою фільмів Студії Дісней. Прибуток від прокату фільму в Світі, склав: 768 млн доларів, що є рекордним прибутком для фільмів зроблених у жанрі класичної анімації до-сьогодні.
Аладдін та Король Лев, стають найкасовішим фільмами у світовому прокаті. Анімація для компанії Дісней, стає все більш важливою та прибутковою, починається розширення діяльністі анімаційного підрозділу. Так, флагман компанії — каліфорнійська Студія була поділена на дві частини, збільшена та отримала 1995 року нове приміщення: Disney Feature Animation building у місті Бербанк. Відділення Студії у Флориді, створене 1992 року, також було розширене. До того-ж, анімаційна студія, створена братами Бріззі у Парижі, переходить у власність до Walt Disney Feature Animation Paris, саме на ній створюється анімаційна стрічка Гуфі (англ. A Goofy Movie) 1995 року, та інші картин компанії. Дісней, починає виробляти низько-бюджетні анімаційні фільми, які стали продовженнями успішних картин. Для цього використовуються потужності телевізійних анімаційних студії — Disney MovieToons, пізніша назва якої: DisneyToon Studios.
Фільми Пакахонтас (англ. Pocahontas), та Горбун із Нотр Дам (англ. The Hunchback of Notre Dame) 1995–1996 років, також мали комерційний успіх, проте не змогли сягнути вершин фільмів початку 90-х. Пакахонтас отримав відзнаку Академії за найкращу пісню. Наступними стрічками стають: 1997 — Геркулес (англ. Hercules), 1998 — Мулан (англ. Mulan) та Тарзан (англ. Tarzan) 1999 року, останній також отримує відзнаку Академії.
У жовтні 1999 року студія спецефектів Dream Quest Images, яку купила компанія Дісней ще 1996 року, була об'єднана із відділом комп'ютерної графіки — Walt Disney Feature Animation, та сформовано новий підрозділ який отримав назву: The Secret Lab — секретної лабораторії. Того-ж року, вона починає виробництво фільму Динозавр (англ. Dinosaur).

### Падіння популярності та відродження
Конкуренція Дісней з іншими анімаційними студіями, призводить до постійного зростання витрат на виробництво фільмів із використанням традиційної анімації, вартість таких стрічок постійно збільшується. На початку 2000 року, компанія, намагається скоротити видатки на виробництво, за рахунок звільнення персоналу . Цього-ж року, відбувається прем'єра трьох фільмів Волт Дісней: Фантазія 2000 (англ. Fantasia 2000) — продовження картини 40-х років; Динозавр та стрічка: Нове захоплення імператора (англ. The Emperor's New Groove). Динозавр мав комерційний успіх, проте дві інші — не виправдали сподівань компанії. Наступною картиною Студії стає: Атлантида: Загублений Світ (англ. Atlantis: The Lost Empire) — 2001 року, проте і вона не отримала схвальних критичних відгуків, та не мала комерційного успіху. Наслідком провалу в прокаті, стає закриття Секретної лабораторії. Наступного, 2002 року, Студія презентувала два фільми: Ліло і Стіч (англ. Lilo & Stitch) та Планета скарбів англ. Treasure Planet). Якщо перший мав комерційний успіх, то другий призвів до фінансових втрат.
2003 року, відбувається реорганізація у анімаційному підрозділі компанії Дісней. В результаті: Walt Disney Feature Animation розділяєтеся на дві частини: Студія Волта Діснея (англ. The Walt Disney Studios), та DisneyToon Studios. Перша займалася створенням оригінальних анімаційних картин, тоді як друга, переважно продовженнями до них. Картина, яку Студія випустила того-ж року на екран — Брат ведмідь (англ. Brother Bear) мала пристойні касові збори, проте стримані критичні відгуки. Зважуючи на зростаючий успіх студій, які використовували у створенні анімації комп'ютерну графіку, таких як Pixar, DreamWorks Animation та Blue Sky Studios — Дісней, на чолі з виконавчим директором Бобом Ламбертом (англ. Bob Lambert), оголошують про намір перейти на виробництво мультфільмів суто засобами комп'ютерного зображення (CGI). Таким чином, змінити спосіб створення анімаційних фільмів, що став візитною карткою Студії Дісней протягом її існування. При цьому, змістити акцент: із художника-аніматора, який створює рухоме зображення — на комп'ютерного інженера, спонукавши, таким чином, до масових скорочень художників, що творили в жанрі традиційної анімації.
12 січня 2004 року, підрозділ Студії, що був розташований у флоридському Діснейленді був зачинений, та перетворений на один із атракціонів парку. Картина Не бий копитом (англ. Home on the Range), прем'єра якого відбулася 2 квітня 2004 року, мала стати останнім фільмом Студії у жанрі мальованої анімації. До того-ж, ця стрічка не мала комерційного успіху, що ніби, підтверджувало висновок зроблений Бобом Ламбертом: про смерть традиційної анімації. Наступний фільм, презентований Волт Дісней 2005 року — Курча Ципа (англ. Chicken Little), вже був повністю знятий на комп'ютері у жанрі 3D-графіки. Він, на відміну від попередньої картини — мав певний фінансовий успіх в прокаті. Проте увійшов до канону Студії, як найгірший анімаційним фільм в її історії. 2006 року, Волт Дісней придбала компанію Піксар; Едвіна Кетмела — керівника Pixar було призначено президентом Студії Волт Дісней, а головного художника Джона Лассетера — її креативним директором (англ. Chief Creative Officer). Вони одразу закривають, відділ під назвою: Circle 7 Animation, який був створений для виробництва продовжень успішних стрічок студії Піксар, до того як вона не увійшла в компанію Дісней. 80 % персоналу цього підрозділу отримало роботу на Студії.
Лассетер перейменовує Walt Disney Feature Animation у Walt Disney Animation Studios, та репрезентує її як місце, де поєднуються виробництво фільмів двох жанрів анімації: традиційної, мальованої; та комп'ютерної. DisneyToon Studios також була реорганізована, і почала працювати як окрема одиниця. Фільм В гості до Робінсонів (англ. Meet the Robinsons), що вийшов 2007 року, мав незначний успіх в прокаті. Фільм 2008 року Вольт (англ. Bolt), отримав найкращі критичні відгуки від прем'єри Ліло і Стіч, та певний фінансовий успіх в прокаті. Наступного, 2009 року, Студіє презентувала анімаційний фільм у жанрі традиційної мальованої анімації — Принцеса і Жаба (англ. The Princess and the Frog), він став першою картиною Студії у цьому жанрі з 2004 року, отримав схвальні критичні відгуки, та мав значний фінансовий успіх. Того-ж року, Студія випускає для каналу ABC, картину в жанрі 3D — Преп і Ландін (англ. Prep & Landing).

### Студія сьогодні
Після успішної картини Принцеса і Жаба, Студія продовжує «казкову серію» та презентує 2010 року нову стрічку у стилі 3D-анімації, адаптацію казки братів Грімм: Рапунцель — Заплутана історія (англ. Tangled). Фільм став блокбастером, заробивши для Дісней 590 млн доларів по всьому Світу, став другим найуспішнішим анімаційним фільмом Студії після Короля Лева у Північній Америці. Отримав схвальні відгуки як критиків так і глядачів, та був номінований на премію Оскар.
Наступного, 2011 року, Волт Дісней презентує стрічку у жанрі традиційної анімації — Вінні Пух (англ. Winnie the Pooh), у якому Студія намагалася зберегти стилістику всіх попередніх картин про цього популярного ведмедя. Проте, картина не отримав схвальних критичних відгуків, хоча й мала певний успіх. Фільм 2012, знятий у жанрі 3D-анімації — Ральф — руйнівник (англ. Wreck-It Ralph), отримав схвальну критику, та став популярним в прокаті. Ральф отримав велику кількість анімаційних нагород, таких як: Annie, Critics' Choice та Kids' Choice, нагороду: За найкращий повнометражний анімаційний фільм, номінацію Золотого Глобуса та премію Оскар. Крім того, прибуток від прокату склав 471 млн доларів.
Студія вперше, за сорок чотири роки здобула премію Академії в номінації — Найкращий короткометражний анімаційний фільм, за картину Паперовий роман (англ. Paperman). Режисером цієї стрічки виступив Джон Карс (англ. John Kahrs). Сам паперовий роман, став полігоном для використання нового програмного забезпечення створеного на Студії, який дозволяє органічно поєднувати мальовані вручну та створені комп'ютерною графікою анімаційні характери. За словами продюсера Кристіна Ріда (англ. Kristina Reed), Студія продовжує розвивати цю техніку для використання її у майбутніх проєктах, в тому числі й анімаційних.
2013 року, зі Студії Walt Disney Animation Studios звільнилося близько десяти осіб, із персоналу у понад 800 чоловік. Поповзли тривожні чутки, про відмову Волт Дісней від використання традиційної анімації у своїх майбутніх фільмах. Проте, Студія заявили про продовження використати традиційної анімації для створення нових повнометражних фільмів. Влітку 2013, Дісней презентував свою нову стрічку ЛіТачки (англ. Planes) у жанрі 3D-анімації. Запланована на листопад прем'єра нової картини, за мотивами казки Ганса Христиана Андерсена Снігова королева — Заморожений (англ. The Frozen). Також в планах Студії, прем'єра ремейку давньої, ще чорно-білої картини Волта Діснея — Тримай коня! (англ. Get a Horse!), та комп'ютерний фільм із персонажами коміксів Marvel.

## Студія

### Управління
Головою студії Walt Disney Animation Studios зараз є: Едвін Кетмелл — президент, Джон Лассетер — креативний директор та Ендрю Міллштейн (англ. Andrew Millstein) — генеральний менеджер. До Кетмелла, президентом студії були: Девід Стайтон (англ. David Stainton) — січень 2003 — січень 2006; Томас Шумахер (англ. Thomas Schumacher) — січень 2000 — грудень 2002; та Пітер Шнайдер (англ. Peter Schneider) — 1985 — грудень 1999.

### Люди, які зробили значний внесок
До людей, які зробили значний внесок на розвиток анімації як на студії Дісней, так і взагалі, належать: Рой Е. Дісней — голова Walt Disney Feature Animation 1985–2003; Джеффрі Катценберг — голова The Walt Disney Studios 1984–1994; Майкл Ейзнер — Генеральний директор (СЕО) The Walt Disney Company 1984–2005 та Франк Веллс — Президент та головний операційний директор (СОО) The Walt Disney Company 1984–1994. Після смерті Роя Е. Діснея 2009 року, головний офіс Walt Disney Animation Studios у місті Бербанк був перейменований на The Roy E. Disney Animation Building.

## Місце
Штаб-квартира Walt Disney Animation Studios розташовується у The Roy E. Disney Animation building в місті Бербанк, Каліфорнія — через вулицю від оригінального будинку Студії (на даний час офіс).
До 2004 року, кілька філіалів Студії були розташовані в усьому світі: Париж, Лондон, Голлівуд, та в Діснейленді у Флориді — проте, всі крім голлівудського, були зачинені.

## Структура Студії
| Підрозділи Студії | Підрозділи Студії                                             | Підрозділи Студії                                                           | Підрозділи Студії | Підрозділи Студії                  |
| Виробництво фільмів та окремі Студії | Музичний підрозділ — Disney Music Group                       | Театральний підрозділ — Disney Theatrical Group                             | Підрозділ сервісу — Disney Studio Services                                                                                    | Спеціальний підрозділ              |
| --- | ------------------------------------------------------------- | --------------------------------------------------------------------------- | --- | ---------------------------------- |
| Волт Дісней Пікчерз (Walt Disney Pictures) Анімаційна Студія Волт Дісней (Walt Disney Animation Studios) — Дісней Тун студія (DisneyToon Studios) Анімаційна студія Піксар (Pixar Animation Studios) Disneynature LucasfilmДистрибуціяWalt Disney Studios Motion Pictures — Touchstone Pictures | Walt Disney Records Hollywood Records Disney Music Publishing | Disney Theatrical Productions Disney on Broadway Disney on Ice Disney Live! | Studio Production Services Walt Disney Studios (Бербанк) Golden Oak Ranch The Prospect Studios Disney Digital Studio Services | Студія Маппет (The Muppets Studio) |